# أولاد اعمر (سيدي عبد الكريم)
أولاد اعمر هي إحدى مشيخات المملكة المغربية، تتبع جغرافيا لإقليم سطات وإداريًا لسيدي عبد الكريم. يقدر عدد سكانها بـ 6284 نسمة حسب الإحصاء الرسمي للسكان والسكنى لسنة 2004.